# Puchar Świata kobiet w skokach narciarskich 2019/2020
Pucharu Świata kobiet w skokach narciarskich 2019/2020 – 9. sezon Pucharu Świata kobiet w skokach narciarskich. Według wstępnych ustaleń rozpocząć ma się 7 grudnia konkursem w Lillehammer, a zakończyć się 22 marca w Czajkowskim.
Klasyfikację generalną w poprzednim sezonie wygrała po raz drugi z rzędu Norweżka Maren Lundby.
Oficjalny kalendarz cyklu potwierdzony został w dniach 27–31 maja podczas kongresu FIS w Cavtacie.
Konkurs indywidualny w Oslo, który był zaplanowany na 8 marca 2020 został odwołany z powodu silnego wiatru, w jego miejsce został włączony dodatkowy konkurs w Lillehammer 9 marca 2020. Z powodu rozwijającej się pandemii COVID-19 odwołane zostały mające zakończyć cykl zawody w Trondheim, Niżnym Tagile i Czajkowskim. W efekcie sezon zakończony został konkursem w Lillehammer 10 marca 2020.

## Zwyciężczynie

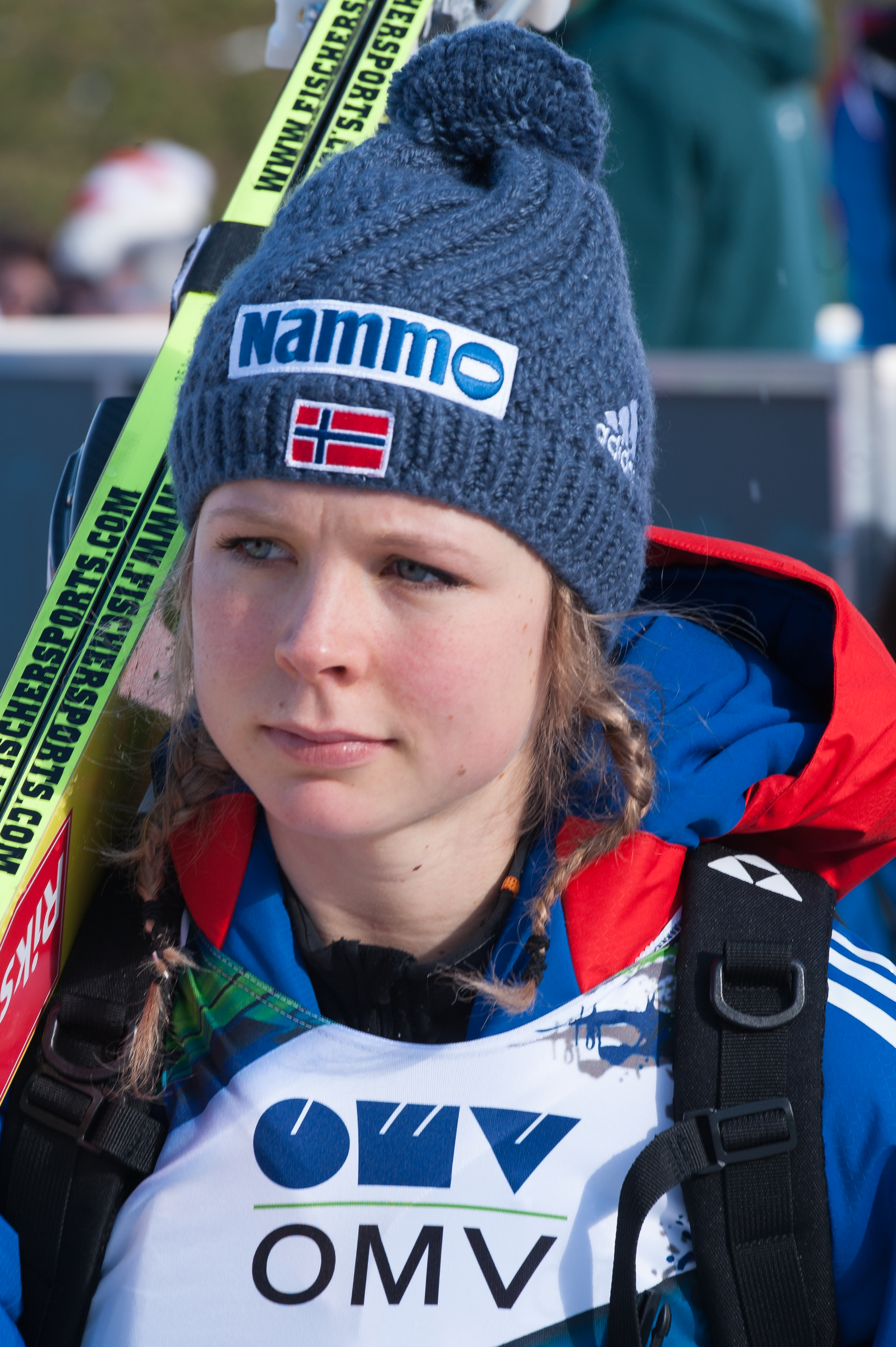
Maren Lundby, zdobywczyni Kryształowej Kuli za zwycięstwo w Pucharze Świata, zwyciężczyni Raw Air
Reprezentacja Austrii, zwyciężczynie klasyfikacji generalnej Pucharu Narodów

## Kalendarz zawodów
| Lp.                                                                          | Data                                                                         | Miejscowość                                                                  | HS                                                                           | Szczegóły                                                                    | Uwagi                                                                        | 1. miejsce                                                                          | 2. miejsce                                                            | 3. miejsce                                                                               |
| ---------------------------------------------------------------------------- | ---------------------------------------------------------------------------- | ---------------------------------------------------------------------------- | ---------------------------------------------------------------------------- | ---------------------------------------------------------------------------- | ---------------------------------------------------------------------------- | ----------------------------------------------------------------------------------- | --------------------------------------------------------------------- | ---------------------------------------------------------------------------------------- |
| 1.                                                                           | 7 grudnia 2019                                                               | Lillehammer                                                                  | HS140                                                                        | szczegóły                                                                    | –                                                                            | Maren Lundby                                                                        | Eva Pinkelnig                                                         | Chiara Hölzl                                                                             |
| 2.                                                                           | 8 grudnia 2019                                                               | Lillehammer                                                                  | HS140                                                                        | szczegóły                                                                    | –                                                                            | Maren Lundby                                                                        | Chiara Hölzl                                                          | Sara Takanashi                                                                           |
| 3.                                                                           | 14 grudnia 2019                                                              | Klingenthal                                                                  | HS140                                                                        | szczegóły                                                                    | [ 7 ]                                                                        | Chiara Hölzl                                                                        | Ema Klinec                                                            | Katharina Althaus                                                                        |
| 4.                                                                           | 11 stycznia 2020                                                             | Sapporo                                                                      | HS137                                                                        | szczegóły                                                                    | nocny                                                                        | Marita Kramer                                                                       | Maren Lundby                                                          | Eva Pinkelnig                                                                            |
| 5.                                                                           | 12 stycznia 2020                                                             | Sapporo                                                                      | HS137                                                                        | szczegóły                                                                    | –                                                                            | Eva Pinkelnig                                                                       | Maren Lundby                                                          | Daniela Iraschko-Stolz                                                                   |
| 6.                                                                           | 17 stycznia 2020                                                             | Zaō                                                                          | HS102                                                                        | szczegóły                                                                    | nocny                                                                        | Eva Pinkelnig                                                                       | Sara Takanashi                                                        | Chiara Hölzl                                                                             |
| 7.                                                                           | 18 stycznia 2020                                                             | Zaō                                                                          | HS102                                                                        | szczegóły                                                                    | druż., nocny                                                                 | Austria 1. Daniela Iraschko-Stolz 2. Marita Kramer 3. Chiara Hölzl 4. Eva Pinkelnig | Japonia 1. Yūki Itō 2. Nozomi Maruyama 3. Sara Takanashi 4. Yūka Setō | Norwegia 1. Anna Odine Strøm 2. Ingebjørg Saglien Bråten 3. Silje Opseth 4. Maren Lundby |
| 8.                                                                           | 19 stycznia 2020                                                             | Zaō                                                                          | HS102                                                                        | szczegóły                                                                    | nocny                                                                        | Eva Pinkelnig                                                                       | Chiara Hölzl                                                          | Maren Lundby                                                                             |
| 9.                                                                           | 25 stycznia 2020                                                             | Râșnov                                                                       | HS97                                                                         | szczegóły                                                                    | –                                                                            | Chiara Hölzl                                                                        | Katharina Althaus                                                     | Eva Pinkelnig                                                                            |
| 10.                                                                          | 26 stycznia 2020                                                             | Râșnov                                                                       | HS97                                                                         | szczegóły                                                                    | –                                                                            | Maren Lundby                                                                        | Eva Pinkelnig                                                         | Chiara Hölzl                                                                             |
| 11.                                                                          | 1 lutego 2020                                                                | Oberstdorf                                                                   | HS137                                                                        | szczegóły                                                                    | –                                                                            | Chiara Hölzl                                                                        | Maren Lundby                                                          | Daniela Iraschko-Stolz                                                                   |
| 12.                                                                          | 2 lutego 2020                                                                | Oberstdorf                                                                   | HS137                                                                        | szczegóły                                                                    | –                                                                            | Chiara Hölzl                                                                        | Maren Lundby                                                          | Marita Kramer                                                                            |
| 13.                                                                          | 8 lutego 2020                                                                | Hinzenbach                                                                   | HS90                                                                         | szczegóły                                                                    | –                                                                            | Chiara Hölzl                                                                        | Maren Lundby                                                          | Eva Pinkelnig                                                                            |
| 14.                                                                          | 9 lutego 2020                                                                | Hinzenbach                                                                   | HS90                                                                         | szczegóły                                                                    | –                                                                            | Chiara Hölzl                                                                        | Eva Pinkelnig                                                         | Lara Malsiner                                                                            |
| 15.                                                                          | 22 lutego 2020                                                               | Ljubno                                                                       | HS94                                                                         | szczegóły                                                                    | druż.                                                                        | Austria 1. Daniela Iraschko-Stolz 2. Marita Kramer 3. Eva Pinkelnig 4. Chiara Hölzl | Słowenia 1. Nika Križnar 2. Špela Rogelj 3. Katra Komar 4. Ema Klinec | Norwegia 1. Anna Odine Strøm 2. Thea Minyan Bjørseth 3. Silje Opseth 4. Maren Lundby     |
| 16.                                                                          | 23 lutego 2020                                                               | Ljubno                                                                       | HS94                                                                         | szczegóły                                                                    | –                                                                            | Maren Lundby                                                                        | Eva Pinkelnig                                                         | Nika Križnar                                                                             |
|                                                                              | 8 marca 2020                                                                 | Oslo                                                                         | HS134                                                                        | szczegóły                                                                    | RA                                                                           | odwołany                                                                            | odwołany                                                              | odwołany                                                                                 |
| 17.                                                                          | 9 marca 2020                                                                 | Lillehammer                                                                  | HS140                                                                        | szczegóły                                                                    | RA                                                                           | Sara Takanashi                                                                      | Maren Lundby                                                          | Silje Opseth                                                                             |
| 18.                                                                          | 10 marca 2020                                                                | Lillehammer                                                                  | HS140                                                                        | szczegóły                                                                    | RA                                                                           | Maren Lundby                                                                        | Silje Opseth                                                          | Chiara Hölzl                                                                             |
| 19.                                                                          | 12 marca 2020                                                                | Trondheim                                                                    | HS138                                                                        | szczegóły                                                                    | RA                                                                           | odwołany                                                                            | odwołany                                                              | odwołany                                                                                 |
| Raw Air 2020 – klasyfikacja końcowa                                          | Raw Air 2020 – klasyfikacja końcowa                                          | Raw Air 2020 – klasyfikacja końcowa                                          | Raw Air 2020 – klasyfikacja końcowa                                          | Raw Air 2020 – klasyfikacja końcowa                                          | Raw Air 2020 – klasyfikacja końcowa                                          | Maren Lundby                                                                        | Silje Opseth                                                          | Eva Pinkelnig                                                                            |
| 20.                                                                          | 14 marca 2020                                                                | Niżny Tagił                                                                  | HS97                                                                         | szczegóły                                                                    | RTBB                                                                         | odwołany                                                                            | odwołany                                                              | odwołany                                                                                 |
| 21.                                                                          | 15 marca 2020                                                                | Niżny Tagił                                                                  | HS97                                                                         | szczegóły                                                                    | RTBB                                                                         | odwołany                                                                            | odwołany                                                              | odwołany                                                                                 |
| 22.                                                                          | 21 marca 2020                                                                | Czajkowskij                                                                  | HS102                                                                        | szczegóły                                                                    | RTBB                                                                         | odwołany                                                                            | odwołany                                                              | odwołany                                                                                 |
| 23.                                                                          | 22 marca 2020                                                                | Czajkowskij                                                                  | HS140                                                                        | szczegóły                                                                    | RTBB                                                                         | odwołany                                                                            | odwołany                                                              | odwołany                                                                                 |
| Puchar Świata kobiet w skokach narciarskich 2019/2020 – klasyfikacja końcowa | Puchar Świata kobiet w skokach narciarskich 2019/2020 – klasyfikacja końcowa | Puchar Świata kobiet w skokach narciarskich 2019/2020 – klasyfikacja końcowa | Puchar Świata kobiet w skokach narciarskich 2019/2020 – klasyfikacja końcowa | Puchar Świata kobiet w skokach narciarskich 2019/2020 – klasyfikacja końcowa | Puchar Świata kobiet w skokach narciarskich 2019/2020 – klasyfikacja końcowa | Maren Lundby                                                                        | Chiara Hölzl                                                          | Eva Pinkelnig                                                                            |

## Skocznie
| LillehammerHinzenbachRâșnovLjubnoOsloKlingenthalOberstdorfTrondheimCzajkowskij Miejsca zawodów w Europie | SapporoZaōNiżny Tagił Miejsca zawodów w Azji |

W tabeli podano rekordy skoczni obowiązujące przed rozpoczęciem Pucharu Świata kobiet 2019/2020 lub ustanowione bądź wyrównane w trakcie jego trwania (wyróżnione wytłuszczeniem).
| Zdjęcie        | Nazwa skoczni               | Miejscowość | K      | HS      | Rekord skoczni   | Rekord skoczni         | Rekord skoczni | Źr.    |
| Zdjęcie        | Nazwa skoczni               | Miejscowość | K      | HS      | Odległość        | Rekordzistka           | Data           | Źr.    |
| -------------- | --------------------------- | ----------- | ------ | ------- | ---------------- | ---------------------- | -------------- | ------ |
|                | Lysgårdsbakken              | Lillehammer | K-123  | HS-140  | 141,5 m          | Maren Lundby           | 11.03.2019     | [ 9 ]  |
|                | Vogtland Arena              | Klingenthal | K-125  | HS-140  | 141,0 m          | Chiara Hölzl           | 14.12.2019     | [ 10 ] |
|                | Ōkurayama                   | Sapporo     | K-123  | HS-137  | 139,5 m          | Maren Lundby           | 12.01.2020     | [ 11 ] |
|                | Yamagata                    | Zaō         | K-95   | HS-102  | 106,0 m          | Sara Takanashi         | 22.01.2016     | [ 12 ] |
|                | Trambulină Valea Cărbunării | Râșnov      | K-90   | HS-97   | 102,0 m          | Maren Lundby           | 04.03.2018     | [ 13 ] |
|                | Aigner-Schanze              | Hinzenbach  | K-85   | HS-90   | 98,0 m           | Sara Takanashi         | 07.02.2016     | [ 14 ] |
|                | Logarska dolina             | Ljubno      | K-85   | HS-94   | 96,5 m           | Daniela Iraschko-Stolz | 12.02.2017     | [ 15 ] |
|                | Schattenbergschanze         | Oberstdorf  | K-120  | HS-137  | 141,5 m          | Chiara Hölzl           | 01.02.2020     | [ 16 ] |
|                | Holmenkollbakken            | Oslo        | K-120  | HS-134  | 137,5 m          | Sara Takanashi         | 04.02.2016     | [ 17 ] |
|                | Granåsen                    | Trondheim   | K-124  | HS-138  | 137,5 m          | Juliane Seyfarth       | 14.03.2019     | [ 18 ] |
|                | Aist                        | Niżny Tagił | K-90   | HS-97   | 102,0 m          | Sara Takanashi         | 10.12.2016     | [ 19 ] |
|                | Snieżynka                   | Czajkowskij | K-95   | HS-102  | 103,0 m          | Irina Awwakumowa       | 03.01.2014     | [ 20 ] |
| Sara Takanashi | Snieżynka                   | Czajkowskij | K-95   | HS-102  | 103,0 m          | 04.01.2014             |                | [ 20 ] |
| K-125          | Snieżynka                   | Czajkowskij | HS-140 | 141,0 m | Juliane Seyfarth | 24.03.2019             |                | [ 20 ] |

## Statystyki indywidualne
| Zawodniczka | Lillehammer 07.12 | Lillehammer 08.12 | Klingenthal 14.12 | Sapporo 11.01 | Sapporo 12.01 | Zaō 17.01 | Zaō 19.01 | Râșnov 25.01 | Râșnov 26.01 | Oberstdorf 01.02 | Oberstdorf 02.02 | Hinzenbach 08.02 | Hinzenbach 09.02 | Ljubno 23.02 | Lillehammer 09.03 | Lillehammer 10.03 |
| Austria | Austria           | Austria           | Austria           | Austria       | Austria       | Austria   | Austria   | Austria      | Austria      | Austria          | Austria          | Austria          | Austria          | Austria      | Austria           | Austria           |
| --- | ----------------- | ----------------- | ----------------- | ------------- | ------------- | --------- | --------- | ------------ | ------------ | ---------------- | ---------------- | ---------------- | ---------------- | ------------ | ----------------- | ----------------- |
| Lisa Eder | 21                | 24                | –                 | q             | 27            | 25        | 13        | 25           | 20           | 23               | 26               | 8                | 7                | 22           | –                 | –                 |
| Chiara Hölzl | 3                 | 2                 | 1                 | 6             | 4             | 3         | 2         | 1            | 3            | 1                | 1                | 1                | 1                | 7            | 9                 | 3                 |
| Julia Huber | –                 | –                 | –                 | –             | –             | –         | –         | –            | –            | –                | –                | q                | q                | –            | –                 | –                 |
| Daniela Iraschko-Stolz | 23                | 15                | 6                 | 5             | 3             | 10        | 9         | 8            | 10           | 3                | 8                | 12               | 8                | 13           | 8                 | 10                |
| Marita Kramer | 10                | 9                 | 15                | 1             | 8             | 4         | 7         | –            | –            | 6                | 3                | 19               | 11               | 4            | –                 | –                 |
| Julia Mühlbacher | –                 | –                 | –                 | –             | –             | –         | –         | –            | –            | –                | –                | q                | q                | –            | –                 | –                 |
| Eva Pinkelnig | 2                 | 5                 | 11                | 3             | 1             | 1         | 1         | 3            | 2            | 4                | 13               | 3                | 2                | 2            | 6                 | 4                 |
| Claudia Purker | –                 | –                 | –                 | –             | –             | –         | –         | –            | –            | –                | –                | q                | 34               | –            | –                 | –                 |
| Elisabeth Raudaschl | –                 | –                 | –                 | –             | –             | –         | –         | –            | –            | –                | –                | q                | 39               | –            | –                 | –                 |
| Jacqueline Seifriedsberger | 7                 | 11                | 23                | 15            | 11            | 17        | 16        | 10           | 15           | 19               | 15               | 9                | 6                | 14           | 11                | 28                |
| Sophie Sorschag | –                 | –                 | –                 | –             | –             | –         | –         | –            | –            | –                | –                | q                | q                | –            | 23                | 22                |
| Hannah Wiegele | –                 | –                 | –                 | –             | –             | –         | –         | –            | –            | –                | –                | q                | q                | –            | –                 | –                 |
| Chiny |                   |                   |                   |               |               |           |           |              |              |                  |                  |                  |                  |              |                   |                   |
| Li Xueyao | q                 | 25                | 39                | –             | –             | –         | –         | 26           | 33           | 38               | 33               | 27               | 36               | 25           | –                 | –                 |
| Zhou Fangyu | –                 | –                 | –                 | –             | –             | –         | –         | q            | q            | –                | –                | –                | –                | q            | –                 | –                 |
| Czechy |                   |                   |                   |               |               |           |           |              |              |                  |                  |                  |                  |              |                   |                   |
| Karolína Indráčková | 40                | 40                | 38                | q             | q             | 37        | q         | q            | q            | –                | –                | q                | q                | 40           | –                 | –                 |
| Zdena Pešatová | –                 | –                 | –                 | –             | –             | –         | –         | –            | –            | –                | –                | q                | q                | q            | –                 | –                 |
| Štěpánka Ptáčková | 32                | 39                | 35                | –             | –             | –         | –         | –            | –            | –                | –                | q                | q                | 24           | –                 | –                 |
| Klára Ulrichová | –                 | –                 | –                 | –             | –             | –         | –         | –            | –            | –                | –                | –                | –                | 38           | –                 | –                 |
| Finlandia |                   |                   |                   |               |               |           |           |              |              |                  |                  |                  |                  |              |                   |                   |
| Susanna Forsström | 28                | 35                | –                 | 37            | 38            | 38        | q         | 38           | 40           | q                | q                | 40               | q                | q            | –                 | –                 |
| Julia Kykkänen | q                 | 37                | 24                | 36            | 36            | 33        | 30        | 32           | 36           | q                | 34               | 39               | 29               | 33           | 27                | 32                |
| Jenny Rautionaho | q                 | 38                | –                 | q             | q             | q         | q         | –            | –            | –                | –                | –                | –                | q            | –                 | –                 |
| Julia Tervahartiala | –                 | –                 | –                 | –             | –             | –         | –         | –            | –            | –                | –                | –                | –                | q            | –                 | –                 |
| Francja |                   |                   |                   |               |               |           |           |              |              |                  |                  |                  |                  |              |                   |                   |
| Océane Avocat Gros | q                 | q                 | –                 | 33            | 29            | q         | 24        | 27           | 35           | q                | 37               | 34               | 32               | q            | 26                | 27                |
| Julia Clair | 22                | 31                | 16                | 18            | 21            | q         | 32        | 28           | 27           | 24               | 10               | 32               | q                | 34           | 28                | 14                |
| Lucile Morat | 33                | q                 | –                 | 39            | 35            | 28        | 29        | 35           | 39           | q                | q                | 37               | q                | –            | –                 | –                 |
| Joséphine Pagnier | 25                | 34                | 30                | –             | –             | –         | –         | 24           | 24           | q                | q                | q                | 33               | –            | 15                | 20                |
| Japonia |                   |                   |                   |               |               |           |           |              |              |                  |                  |                  |                  |              |                   |                   |
| Ayaka Igarashi | –                 | –                 | –                 | q             | –             | q         | –         | –            | –            | –                | –                | –                | –                | –            | –                 | –                 |
| Yūki Itō | 4                 | 12                | 8                 | 9             | 6             | 15        | 17        | 13           | 21           | 9                | 7                | 14               | 17               | 17           | 33                | 7                 |
| Kaori Iwabuchi | 31                | 30                | 29                | 20            | 31            | 20        | 26        | –            | –            | –                | –                | –                | –                | –            | –                 | –                 |
| Haruka Iwasa | –                 | –                 | –                 | 31            | –             | 35        | –         | –            | –            | –                | –                | –                | –                | –            | –                 | –                 |
| Yūka Kobayashi | –                 | –                 | –                 | 28            | 33            | q         | 40        | –            | –            | –                | –                | –                | –                | –            | –                 | –                 |
| Nozomi Maruyama | 13                | 20                | 31                | 14            | 15            | 12        | 12        | 11           | 6            | 7                | 9                | 11               | 9                | 10           | 14                | 13                |
| Aki Matsuhashi | –                 | –                 | –                 | 41            | –             | q         | –         | –            | –            | –                | –                | –                | –                | –            | –                 | –                 |
| Shihori Ōi | –                 | –                 | –                 | 35            | –             | 34        | –         | –            | –            | –                | –                | –                | –                | –            | –                 | –                 |
| Rio Setō | –                 | –                 | –                 | q             | –             | q         | –         | –            | –            | –                | –                | –                | –                | –            | –                 | –                 |
| Yūka Setō | 18                | 10                | 22                | 23            | 19            | 16        | 18        | 21           | 25           | 27               | 34               | 25               | 25               | 9            | 18                | 18                |
| Misaki Shigeno | –                 | –                 | –                 | q             | –             | 32        | –         | –            | –            | –                | –                | –                | –                | –            | –                 | –                 |
| Sara Takanashi | 9                 | 3                 | 4                 | 4             | 5             | 2         | 4         | 4            | 9            | 16               | 4                | 4                | 4                | 5            | 1                 | 8                 |
| Kanada |                   |                   |                   |               |               |           |           |              |              |                  |                  |                  |                  |              |                   |                   |
| Natasha Bodnarchuk | –                 | –                 | –                 | –             | –             | –         | –         | –            | –            | –                | –                | q                | q                | q            | –                 | –                 |
| Natalie Eilers | –                 | –                 | –                 | –             | –             | –         | –         | –            | –            | –                | –                | –                | –                | q            | –                 | –                 |
| Nicole Maurer | –                 | –                 | –                 | –             | –             | –         | –         | –            | –            | –                | –                | q                | q                | q            | –                 | –                 |
| Abigail Strate | –                 | –                 | –                 | –             | –             | –         | –         | –            | –            | –                | –                | q                | q                | q            | –                 | –                 |
| Kazachstan |                   |                   |                   |               |               |           |           |              |              |                  |                  |                  |                  |              |                   |                   |
| Walentina Sdierżykowa | q                 | q                 | –                 | –             | –             | –         | –         | –            | –            | 37               | q                | 38               | q                | –            | –                 | –                 |
| Korea Południowa |                   |                   |                   |               |               |           |           |              |              |                  |                  |                  |                  |              |                   |                   |
| Park Guy-lim | 38                | q                 | –                 | q             | q             | q         | q         | q            | 38           | q                | 40               | 35               | 40               | –            | 30                | 31                |
| Niemcy |                   |                   |                   |               |               |           |           |              |              |                  |                  |                  |                  |              |                   |                   |
| Katharina Althaus | 6                 | 6                 | 3                 | 7             | 12            | 8         | 5         | 2            | 5            | 13               | 19               | 5                | 10               | 11           | 4                 | 6                 |
| Selina Freitag | 26                | 29                | 26                | 27            | 20            | 18        | 36        | 22           | 26           | 17               | 22               | 18               | 18               | 31           | –                 | –                 |
| Michelle Göbel | –                 | –                 | –                 | –             | –             | –         | –         | –            | –            | q                | –                | –                | –                | –            | –                 | –                 |
| Luisa Görlich | 24                | 19                | 20                | 10            | 13            | 29        | 21        | 12           | 17           | 22               | 24               | 31               | 37               | 32           | 16                | 21                |
| Pauline Heßler | –                 | –                 | 36                | –             | –             | –         | –         | –            | –            | 35               | –                | –                | –                | –            | –                 | –                 |
| Pia Lilian Kübler | –                 | –                 | –                 | –             | –             | –         | –         | –            | –            | dsq              | –                | –                | –                | –            | –                 | –                 |
| Josephin Laue | –                 | –                 | –                 | –             | –             | –         | –         | –            | –            | q                | –                | –                | –                | –            | –                 | –                 |
| Agnes Reisch | 17                | 13                | 18                | 29            | 34            | 21        | 20        | 33           | 30           | 39               | 39               | 30               | 28               | q            | –                 | –                 |
| Juliane Seyfarth | 15                | 21                | 7                 | 25            | 14            | 14        | 6         | 7            | 4            | 8                | 5                | 7                | 11               | 21           | 12                | 16                |
| Svenja Würth | 19                | 18                | 34                | 19            | 25            | 26        | 27        | 19           | 19           | 21               | 31               | 28               | 27               | q            | 21                | 19                |
| Norwegia |                   |                   |                   |               |               |           |           |              |              |                  |                  |                  |                  |              |                   |                   |
| Eva Elise Johansen Amble | q                 | q                 | –                 | –             | –             | –         | –         | –            | –            | –                | –                | –                | –                | –            | –                 | –                 |
| Thea Minyan Bjørseth | –                 | –                 | –                 | –             | –             | –         | –         | –            | –            | –                | –                | 36               | 26               | 28           | –                 | –                 |
| Ingebjørg Saglien Bråten | q                 | q                 | –                 | q             | 40            | q         | q         | –            | –            | –                | –                | –                | –                | –            | –                 | –                 |
| Maren Lundby | 1                 | 1                 | 5                 | 2             | 2             | 5         | 3         | 5            | 1            | 2                | 2                | 2                | 5                | 1            | 2                 | 1                 |
| Silje Opseth | 8                 | 14                | 10                | 12            | 7             | 19        | 31        | 5            | 8            | 14               | 10               | 16               | 14               | 8            | 3                 | 2                 |
| Karoline Røstad | q                 | q                 | –                 | –             | –             | –         | –         | –            | –            | –                | –                | –                | –                | –            | –                 | –                 |
| Karoline Skatvedt | q                 | q                 | –                 | –             | –             | –         | –         | –            | –            | –                | –                | –                | –                | –            | –                 | –                 |
| Anna Odine Strøm | 12                | 17                | 19                | 17            | 28            | 9         | 23        | 23           | 12           | 18               | 20               | 13               | 23               | 20           | 13                | 12                |
| Polska |                   |                   |                   |               |               |           |           |              |              |                  |                  |                  |                  |              |                   |                   |
| Nicole Konderla | –                 | –                 | –                 | –             | –             | q         | q         | –            | –            | –                | –                | q                | q                | –            | –                 | –                 |
| Kinga Rajda | –                 | –                 | –                 | 21            | 24            | 23        | 22        | 34           | 23           | 25               | 6                | 26               | 35               | –            | –                 | –                 |
| Joanna Szwab | –                 | –                 | –                 | q             | q             | q         | q         | 31           | q            | 36               | q                | q                | q                | –            | –                 | –                 |
| Anna Twardosz | –                 | –                 | –                 | 32            | 37            | 39        | 35        | 39           | 31           | 32               | 38               | q                | q                | –            | –                 | –                 |
| Rosja |                   |                   |                   |               |               |           |           |              |              |                  |                  |                  |                  |              |                   |                   |
| Irina Awwakumowa | 14                | 16                | 28                | 30            | 10            | 13        | 14        | 20           | 22           | 20               | 18               | 22               | 24               | –            | 16                | dsq               |
| Lidija Jakowlewa | –                 | –                 | –                 | 22            | 22            | 24        | 19        | 14           | 13           | 11               | 14               | 24               | 16               | 23           | –                 | –                 |
| Ksienija Kabłukowa | q                 | q                 | –                 | 37            | q             | q         | 33        | –            | –            | q                | 29               | –                | –                | –            | 31                | 26                |
| Irma Machinia | –                 | –                 | –                 | 24            | 39            | 30        | q         | –            | –            | 30               | 28               | –                | –                | 15           | –                 | –                 |
| Kristina Prokopjewa | –                 | –                 | –                 | q             | q             | q         | q         | –            | –            | –                | –                | –                | –                | 35           | –                 | –                 |
| Anna Szpyniowa | 39                | 27                | 9                 | –             | –             | –         | –         | 37           | q            | 31               | 25               | 32               | 31               | 29           | –                 | –                 |
| Sofja Tichonowa | 36                | 23                | 14                | 10            | 9             | 11        | 11        | 18           | 14           | 12               | 17               | 21               | 21               | 19           | 25                | 23                |
| Rumunia |                   |                   |                   |               |               |           |           |              |              |                  |                  |                  |                  |              |                   |                   |
| Daniela Haralambie | 27                | 32                | 27                | –             | –             | –         | –         | q            | 28           | 26               | 30               | 23               | 20               | 27           | 19                | 25                |
| Diana Trâmbițaș | q                 | q                 | –                 | –             | –             | –         | –         | q            | q            | q                | q                | q                | q                | –            | –                 | –                 |
| Słowacja |                   |                   |                   |               |               |           |           |              |              |                  |                  |                  |                  |              |                   |                   |
| Viktória Šidlová | –                 | –                 | –                 | –             | –             | –         | –         | –            | –            | –                | –                | q                | –                | –            | –                 | –                 |
| Słowenia |                   |                   |                   |               |               |           |           |              |              |                  |                  |                  |                  |              |                   |                   |
| Urša Bogataj | 16                | 8                 | 25                | –             | –             | –         | –         | –            | –            | –                | –                | –                | –                | –            | –                 | –                 |
| Jerneja Brecl | 35                | 28                | 17                | q             | 32            | 31        | 36        | –            | –            | q                | 36               | q                | q                | 39           | 32                | 29                |
| Ema Klinec | 4                 | 4                 | 2                 | 13            | 16            | 7         | 14        | 15           | 16           | 10               | 12               | 20               | 15               | 6            | 7                 | 5                 |
| Katra Komar | –                 | –                 | 21                | 26            | 26            | 36        | 25        | 29           | 29           | 34               | 23               | 16               | 22               | 16           | 20                | 24                |
| Nika Križnar | 11                | 7                 | 12                | 8             | 17            | 6         | 8         | 9            | 11           | 5                | 16               | 10               | 11               | 3            | 5                 | 9                 |
| Katja Markuta | –                 | –                 | –                 | –             | –             | –         | –         | –            | –            | –                | –                | –                | –                | q            | –                 | –                 |
| Pia Mazi | –                 | –                 | –                 | –             | –             | –         | –         | –            | –            | –                | –                | –                | –                | q            | –                 | –                 |
| Jerneja Repinc Zupančič | –                 | –                 | –                 | –             | –             | –         | –         | –            | –            | –                | –                | –                | –                | q            | –                 | –                 |
| Špela Rogelj | 34                | 22                | 13                | 34            | 30            | 22        | 28        | 17           | 18           | 28               | 27               | 15               | 19               | 18           | 22                | 11                |
| Maja Vtič | 29                | 36                | –                 | –             | –             | –         | –         | –            | –            | –                | –                | q                | q                | q            | –                 | –                 |
| Stany Zjednoczone |                   |                   |                   |               |               |           |           |              |              |                  |                  |                  |                  |              |                   |                   |
| Annika Belshaw | –                 | –                 | –                 | –             | –             | –         | –         | –            | –            | –                | –                | q                | q                | q            | –                 | –                 |
| Tara Geraghty-Moats | q                 | q                 | –                 | –             | –             | –         | –         | –            | –            | –                | –                | –                | –                | –            | –                 | –                 |
| Anna Hoffmann | –                 | –                 | –                 | –             | –             | –         | –         | q            | q            | –                | –                | q                | q                | q            | –                 | –                 |
| Paige Jones | –                 | –                 | –                 | –             | –             | –         | –         | –            | –            | –                | –                | q                | q                | q            | –                 | –                 |
| Nina Lussi | q                 | q                 | –                 | –             | –             | –         | –         | –            | –            | –                | –                | –                | –                | q            | –                 | –                 |
| Logan Sankey | –                 | –                 | –                 | –             | –             | –         | –         | q            | q            | –                | –                | q                | q                | q            | –                 | –                 |
| Szwecja |                   |                   |                   |               |               |           |           |              |              |                  |                  |                  |                  |              |                   |                   |
| Astrid Norstedt | q                 | q                 | –                 | q             | q             | q         | q         | –            | –            | q                | q                | –                | –                | –            | 29                | 30                |
| Ukraina |                   |                   |                   |               |               |           |           |              |              |                  |                  |                  |                  |              |                   |                   |
| Witalina Herasymjuk | –                 | –                 | –                 | –             | –             | –         | –         | –            | –            | –                | –                | –                | –                | q            | –                 | –                 |
| Tetiana Pyłypczuk | –                 | –                 | –                 | –             | –             | –         | –         | –            | –            | –                | –                | –                | –                | q            | –                 | –                 |
| Węgry |                   |                   |                   |               |               |           |           |              |              |                  |                  |                  |                  |              |                   |                   |
| Virág Vörös | q                 | q                 | 37                | q             | q             | q         | 38        | 30           | 34           | 29               | 32               | 29               | 30               | 25           | dns               | dns               |
| Włochy |                   |                   |                   |               |               |           |           |              |              |                  |                  |                  |                  |              |                   |                   |
| Martina Ambrosi | –                 | –                 | –                 | –             | –             | –         | q         | –            | –            | –                | –                | –                | –                | –            | –                 | –                 |
| Jessica Malsiner | –                 | –                 | –                 | –             | –             | –         | –         | –            | –            | –                | –                | q                | q                | 36           | –                 | –                 |
| Lara Malsiner | 20                | 26                | dns               | 16            | 18            | 27        | 10        | 16           | 7            | 15               | 21               | 6                | 3                | 12           | 10                | 15                |
| Manuela Malsiner | 37                | q                 | 33                | 40            | q             | q         | 34        | 35           | 32           | –                | –                | q                | 38               | 30           | –                 | –                 |
| Elena Runggaldier | 30                | 33                | 32                | q             | 23            | 40        | 39        | 40           | 36           | 33               | q                | –                | –                | 37           | 24                | 17                |
| Legenda |                   |                   |                   |               |               |           |           |              |              |                  |                  |                  |                  |              |                   |                   |
| 1-3 4-30 poniżej 30 q – Zawodniczka nie zakwalifikowała się do konkursu głównego. dns – Zawodniczka zakwalifikowana nie wystartowała w konkursie. dsq – Zawodniczka została zdyskwalifikowana w konkursie głównym. – – Zawodniczka niezgłoszona do konkursu. |                   |                   |                   |               |               |           |           |              |              |                  |                  |                  |                  |              |                   |                   |

## Konkursy drużynowe
| Zawodniczka              | Zaō 18.01 | Ljubno 22.02 |
| ------------------------ | --------- | ------------ |
| Austria                  | 1         | 1            |
| Chiara Hölzl             | +         | +            |
| Daniela Iraschko-Stolz   | +         | +            |
| Marita Kramer            | +         | +            |
| Eva Pinkelnig            | +         | +            |
| Czechy                   | –         | 7            |
| Karolína Indráčková      | –         | +            |
| Zdena Pešatová           | –         | +            |
| Štěpánka Ptáčková        | –         | +            |
| Klára Ulrichová          | –         | +            |
| Finlandia                | –         | 8            |
| Susanna Forsström        | –         | +            |
| Julia Kykkänen           | –         | +            |
| Jenny Rautionaho         | –         | +            |
| Julia Tervahartiala      | –         | +            |
| Japonia                  | 2         | 9            |
| Yūki Itō                 | +         | +            |
| Nozomi Maruyama          | +         | +            |
| Yūka Setō                | +         | +            |
| Sara Takanashi           | +         | +            |
| Kanada                   | –         | 10           |
| Natasha Bodnarchuk       | –         | +            |
| Natalie Eilers           | –         | +            |
| Alexandria Loutitt       | –         | +            |
| Abigail Strate           | –         | +            |
| Niemcy                   | 6         | 4            |
| Katharina Althaus        | +         | +            |
| Selina Freitag           | +         | +            |
| Agnes Reisch             | +         | –            |
| Juliane Seyfarth         | +         | +            |
| Svenja Würth             | –         | +            |
| Norwegia                 | 3         | 3            |
| Thea Minyan Bjørseth     | –         | +            |
| Ingebjørg Saglien Bråten | +         | –            |
| Maren Lundby             | +         | +            |
| Silje Opseth             | +         | +            |
| Anna Odine Strøm         | +         | +            |
| Polska                   | 8         | –            |
| Nicole Konderla          | +         | –            |
| Kinga Rajda              | +         | –            |
| Joanna Szwab             | +         | –            |
| Anna Twardosz            | +         | –            |
| Rosja                    | 4         | 5            |
| Irina Awwakumowa         | +         | –            |
| Lidija Jakowlewa         | +         | +            |
| Irma Machinia            | +         | +            |
| Anna Szpyniowa           | –         | +            |
| Sofja Tichonowa          | +         | +            |
| Słowenia                 | 5         | 2            |
| Jerneja Brecl            | +         | –            |
| Ema Klinec               | +         | +            |
| Katra Komar              | –         | +            |
| Nika Križnar             | +         | +            |
| Špela Rogelj             | +         | +            |
| Stany Zjednoczone        | –         | 11           |
| Annika Belshaw           | –         | +            |
| Paige Jones              | –         | +            |
| Nina Lussi               | –         | +            |
| Logan Sankey             | –         | +            |
| Włochy                   | 7         | 6            |
| Martina Ambrosi          | +         | –            |
| Jessica Malsiner         | –         | +            |
| Lara Malsiner            | +         | +            |
| Manuela Malsiner         | +         | +            |
| Elena Runggaldier        | +         | +            |

## Klasyfikacje

### Klasyfikacja generalna
Stan po zakończeniu sezonu 2019/2020
| Miejsce | Zawodnik                   | Występy | Punkty |
| ------- | -------------------------- | ------- | ------ |
| 1.      | Maren Lundby               | 16      | 1220   |
| 2.      | Chiara Hölzl               | 16      | 1155   |
| 3.      | Eva Pinkelnig              | 16      | 1029   |
| 4.      | Sara Takanashi             | 16      | 785    |
| 5.      | Katharina Althaus          | 16      | 617    |
| 6.      | Daniela Iraschko-Stolz     | 16      | 506    |
| 7.      | Nika Križnar               | 16      | 497    |
| 8.      | Ema Klinec                 | 16      | 496    |
| 9.      | Marita Kramer              | 12      | 475    |
| 10.     | Silje Opseth               | 16      | 472    |
| 11.     | Juliane Seyfarth           | 16      | 414    |
| 12.     | Yūki Itō                   | 16      | 380    |
| 13.     | Nozomi Maruyama            | 16      | 355    |
| 14.     | Jacqueline Seifriedsberger | 16      | 321    |
| 15.     | Lara Malsiner              | 15      | 315    |
| 16.     | Sofja Tichonowa            | 16      | 242    |
| 17.     | Anna Odine Strøm           | 16      | 237    |
| 18.     | Yūka Setō                  | 16      | 183    |
| 19.     | Irina Awwakumowa           | 15      | 176    |
| 20.     | Luisa Görlich              | 16      | 165    |
| 21.     | Lisa Eder                  | 12      | 154    |
| 22.     | Špela Rogelj               | 16      | 150    |
| 23.     | Lidija Jakowlewa           | 11      | 147    |
| 24.     | Svenja Würth               | 15      | 115    |
| 25.     | Julia Clair                | 14      | 108    |
| 26.     | Selina Freitag             | 14      | 103    |
| 27.     | Katra Komar                | 14      | 95     |
| 28.     | Kinga Rajda                | 10      | 93     |
| 29.     | Agnes Reisch               | 13      | 75     |
| 30.     | Daniela Haralambie         | 11      | 58     |
| 31.     | Urša Bogataj               | 3       | 53     |
| 32.     | Joséphine Pagnier          | 8       | 48     |
| 33.     | Anna Szpyniowa             | 9       | 41     |
| 34.     | Kaori Iwabuchi             | 7       | 30     |
| 34.     | Elena Runggaldier          | 12      | 30     |
| 36.     | Irma Machinia              | 6       | 28     |
| 37.     | Océane Avocat Gros         | 10      | 22     |
| 38.     | Li Xueyao                  | 9       | 21     |
| 39.     | Jerneja Brecl              | 10      | 19     |
| 40.     | Sophie Sorschag            | 2       | 17     |
| 41.     | Julia Kykkänen             | 14      | 14     |
| 42.     | Virág Vörös                | 9       | 12     |
| 43.     | Thea Minyan Bjørseth       | 3       | 8      |
| 44.     | Ksienija Kabłukowa         | 5       | 7      |
| 44.     | Štěpánka Ptáčková          | 4       | 7      |
| 46.     | Lucile Morat               | 8       | 5      |
| 47.     | Susanna Forsström          | 8       | 3      |
| 47.     | Yūka Kobayashi             | 3       | 3      |
| 47.     | Astrid Norstedt            | 2       | 3      |
| 50.     | Maja Vtič                  | 2       | 2      |
| 51.     | Manuela Malsiner           | 8       | 1      |
| 51.     | Park Guy-lim               | 7       | 1      |

### Klasyfikacja drużynowa
Stan po zakończeniu sezonu 2019/2020
| Miejsce | Reprezentacja    | Ind. | Druż. | Razem |
| ------- | ---------------- | ---- | ----- | ----- |
| 1.      | Austria          | 3657 | 800   | 4457  |
| 2.      | Norwegia         | 1937 | 600   | 2537  |
| 3.      | Japonia          | 1736 | 350   | 2086  |
| 4.      | Niemcy           | 1489 | 400   | 1889  |
| 5.      | Słowenia         | 1312 | 550   | 1862  |
| 6.      | Rosja            | 641  | 450   | 1091  |
| 7.      | Włochy           | 346  | 250   | 596   |
| 8.      | Francja          | 183  | –     | 183   |
| 9.      | Polska           | 93   | 50    | 143   |
| 10.     | Czechy           | 7    | 100   | 107   |
| 11.     | Finlandia        | 17   | 50    | 67    |
| 12.     | Rumunia          | 58   | –     | 58    |
| 13.     | Chiny            | 21   | –     | 21    |
| 14.     | Węgry            | 12   | –     | 12    |
| 15.     | Szwecja          | 3    | –     | 3     |
| 16.     | Korea Południowa | 1    | –     | 1     |

## Zwyciężczynie kwalifikacji do zawodów
| Nr  | Data kwalifikacji | Data konkursu    | Miejsce     | Zawodniczka       |
| --- | ----------------- | ---------------- | ----------- | ----------------- |
| 1.  | 6 grudnia 2019    | 7 grudnia 2019   | Lillehammer | Maren Lundby      |
| 2.  | 8 grudnia 2019    | 8 grudnia 2019   | Lillehammer | Maren Lundby      |
| –   | 13 grudnia 2019   | 14 grudnia 2019  | Klingenthal | odwołane          |
| 3.  | 11 stycznia 2020  | 11 stycznia 2020 | Sapporo     | Marita Kramer     |
| 4.  | 12 stycznia 2020  | 12 stycznia 2020 | Sapporo     | Chiara Hölzl      |
| 5.  | 16 stycznia 2020  | 17 stycznia 2020 | Zaō         | Marita Kramer     |
| 6.  | 19 stycznia 2020  | 19 stycznia 2020 | Zaō         | Chiara Hölzl      |
| 7.  | 24 stycznia 2020  | 25 stycznia 2020 | ' Râșnov    | Chiara Hölzl      |
| 8.  | 26 stycznia 2020  | 26 stycznia 2020 | ' Râșnov    | Katharina Althaus |
| 9.  | 31 stycznia 2020  | 1 lutego 2020    | Oberstdorf  | Nika Križnar      |
| 10. | 2 lutego 2020     | 2 lutego 2020    | Oberstdorf  | Chiara Hölzl      |
| 11. | 7 lutego 2020     | 8 lutego 2020    | Hinzenbach  | Chiara Hölzl      |
| 12. | 9 lutego 2020     | 9 lutego 2020    | Hinzenbach  | Chiara Hölzl      |
| 13. | 23 lutego 2020    | 23 lutego 2020   | Ljubno      | Eva Pinkelnig     |
| 14. | 7 marca 2020      | 8 marca 2020     | Oslo        | Maren Lundby      |
| 15. | 10 marca 2020     | 10 marca 2020    | Lillehammer | Maren Lundby      |
| 16. | 11 marca 2020     | 12 marca 2020    | Trondheim   | Maren Lundby      |
| 17. | 14 marca 2020     | 14 marca 2020    | Niżny Tagił | odwołane          |
| 18. | 15 marca 2020     | 15 marca 2020    | Niżny Tagił | odwołane          |
| 19. | 20 marca 2020     | 21 marca 2020    | Czajkowskij | odwołane          |

## Liderki klasyfikacji generalnej Pucharu Świata
Pozycja liderki Pucharu Świata należy do zawodniczki, która w dotychczas rozegranych zawodach zgromadziła najwięcej punktów do klasyfikacji generalnej cyklu. W przypadku równej liczby punktów, liderką Pucharu Świata jest ta zawodniczka, która ma na swoim koncie więcej wygranych konkursów. W konkursie indywidualnym inaugurującym nowy sezon żółty plastron, przeznaczony dla lidera, nosić będzie Maren Lundby – zwyciężczyni poprzedniej edycji PŚ.
| Lp. | Zawodniczka  | Data objęcia pozycji lidera | Miejscowość               | Data utraty pozycji lidera | Miejscowość | Liczba konkursów |
| --- | ------------ | --------------------------- | ------------------------- | -------------------------- | ----------- | ---------------- |
| –   | Maren Lundby | Triumfatorka PŚ 2018/2019   | Triumfatorka PŚ 2018/2019 | 25 stycznia 2020           | Râșnov      | 8                |
| 1.  | Chiara Hölzl | 25 stycznia 2020            | Râșnov                    | 26 stycznia 2020           | Râșnov      | 1                |
| 2.  | Maren Lundby | 26 stycznia 2020            | Râșnov                    | 2 lutego 2020              | Oberstdorf  | 2                |
| 3.  | Chiara Hölzl | 2 lutego 2020               | Oberstdorf                |                            |             | 2                |

## Liderki klasyfikacji generalnej Pucharu Narodów
Pozycja lidera Pucharu Narodów należy do kraju, który w dotychczas rozegranych zawodach zgromadził najwięcej punktów do klasyfikacji generalnej cyklu. Tytuł w poprzednim sezonie trafił do reprezentacji Niemiec.
| Lp. | Państwo | Data objęcia pozycji lidera | Miejscowość               | Data utraty pozycji lidera | Miejscowość | Liczba konkursów |
| --- | ------- | --------------------------- | ------------------------- | -------------------------- | ----------- | ---------------- |
| –   | Niemcy  | Triumfatorzy PN 2018/2019   | Triumfatorzy PN 2018/2019 | 7 grudnia 2019             | Lillehammer | 1                |
| 1.  | Austria | 7 grudnia 2019              | Lillehammer               |                            |             | 12               |

## Sędziowie
| Jury                 | Jury              | Jury        | Jury        | Jury    | Jury | Jury   | Jury       | Jury       | Jury   | Jury | Jury        | Jury      | Jury        | Jury        |
| Sędzia               | Państwo           | Lillehammer | Klingenthal | Sapporo | Zaō  | Râșnov | Oberstdorf | Hinzenbach | Ljubno | Oslo | Lillehammer | Trondheim | Niżny Tagił | Czajkowskij |
| -------------------- | ----------------- | ----------- | ----------- | ------- | ---- | ------ | ---------- | ---------- | ------ | ---- | ----------- | --------- | ----------- | ----------- |
| Claudia Denifl       | Austria           | –           | –           | –       | –    | +      | –          | +          | –      | –    | –           | –         |             |             |
| Stefan Engl          | Austria           | +           | –           | –       | –    | –      | +          | –          | –      | –    | –           | –         |             |             |
| Hermann Gschwentner  | Austria           | –           | +           | –       | –    | –      | –          | –          | –      | –    | –           | –         |             |             |
| Wolfgang Reisner     | Austria           | –           | –           | –       | –    | –      | –          | –          | +      | –    | –           | –         |             |             |
| Josef Hlava          | Czechy            | –           | –           | +       | –    | –      | –          | –          | –      | –    | –           | –         |             |             |
| Asko Aalto           | Finlandia         | –           | –           | –       | –    | –      | –          | –          | –      | –    | –           | +         |             |             |
| Tom Nyman            | Finlandia         | –           | –           | +       | –    | –      | –          | –          | –      | –    | –           | –         |             |             |
| Juho Welling         | Finlandia         | –           | –           | –       | –    | –      | –          | +          | –      | –    | –           | –         |             |             |
| Hiroki Chonan        | Japonia           | –           | –           | +       | –    | –      | –          | –          | –      | –    | –           | –         |             |             |
| Naoki Kishimoto      | Japonia           | –           | –           | –       | +    | –      | –          | –          | –      | –    | –           | –         |             |             |
| Tadahite Matsūra     | Japonia           | –           | –           | –       | –    | +      | –          | –          | –      | –    | –           | –         |             |             |
| Lee Sang-oh          | Korea Południowa  | –           | –           | –       | +    | –      | –          | –          | –      | –    | –           | –         |             |             |
| Mun Jong-seon        | Korea Południowa  | +           | –           | –       | –    | –      | –          | –          | –      | –    | –           | –         |             |             |
| Jürgen Günther       | Niemcy            | –           | –           | –       | –    | –      | –          | –          | –      | +    | +           | –         |             |             |
| Werner Hellauer      | Niemcy            | –           | –           | +       | –    | –      | –          | –          | –      | –    | –           | –         |             |             |
| Peter Kimmig         | Niemcy            | –           | –           | –       | –    | –      | +          | –          | –      | –    | –           | –         |             |             |
| Sven Kühn            | Niemcy            | –           | –           | –       | –    | –      | –          | +          | –      | –    | –           | –         |             |             |
| Andreas Langer       | Niemcy            | +           | –           | –       | –    | –      | –          | –          | –      | –    | –           | –         |             |             |
| Thomas Schuhbeck     | Niemcy            | –           | –           | –       | –    | –      | –          | –          | –      | –    | –           | +         |             |             |
| Michael Schwarz      | Niemcy            | –           | +           | –       | –    | –      | –          | –          | –      | –    | –           | –         |             |             |
| Erik Stahlhut        | Niemcy            | –           | –           | –       | –    | +      | –          | –          | –      | –    | –           | –         |             |             |
| Maik Stielow         | Niemcy            | –           | –           | –       | –    | –      | –          | –          | +      | –    | –           | –         |             |             |
| Trond Bysveen        | Norwegia          | –           | –           | –       | –    | +      | –          | –          | –      | –    | –           | –         |             |             |
| Inge Eriksrød        | Norwegia          | –           | –           | –       | +    | –      | –          | –          | +      | –    | –           | +         |             |             |
| Kjersti Haugen       | Norwegia          | –           | –           | –       | –    | –      | –          | –          | –      | +    | –           | –         |             |             |
| Rune Hyldmo          | Norwegia          | +           | –           | –       | –    | –      | –          | –          | –      | –    | –           | –         |             |             |
| Martin Rønningen     | Norwegia          | –           | –           | –       | –    | –      | +          | –          | –      | –    | –           | –         |             |             |
| Geir Steinar Loeng   | Norwegia          | –           | +           | –       | –    | –      | –          | –          | –      | –    | +           | –         |             |             |
| Ryszard Guńka        | Polska            | –           | –           | –       | –    | –      | –          | –          | +      | –    | –           | –         |             |             |
| Fabian Malik         | Polska            | +           | –           | –       | –    | –      | –          | –          | –      | –    | –           | –         |             |             |
| Tadeusz Szostak      | Polska            | –           | –           | –       | –    | –      | –          | –          | –      | +    | +           | –         |             |             |
| Konstantin Grigorjew | Rosja             | –           | –           | –       | +    | –      | –          | –          | –      | –    | –           | –         |             |             |
| Jewgienij Waszurin   | Rosja             | –           | –           | –       | –    | –      | –          | –          | –      | –    | –           | +         |             |             |
| Grigorij Zacharow    | Rosja             | –           | –           | –       | –    | –      | +          | –          | –      | –    | –           | –         |             |             |
| Andrei Balazs        | Rumunia           | –           | –           | –       | –    | –      | –          | –          | –      | +    | +           | –         |             |             |
| Sabin Corboș         | Rumunia           | –           | –           | –       | –    | +      | –          | –          | –      | –    | –           | –         |             |             |
| Tomáš Károly         | Słowacja          | –           | +           | –       | –    | –      | –          | –          | –      | –    | –           | –         |             |             |
| Peter Stano          | Słowacja          | –           | –           | –       | –    | –      | +          | –          | –      | –    | –           | –         |             |             |
| Boštjan Ahačič       | Słowenia          | –           | –           | –       | –    | –      | –          | –          | –      | +    | +           | –         |             |             |
| Bojan Jost           | Słowenia          | –           | –           | +       | –    | –      | –          | –          | –      | –    | –           | –         |             |             |
| Anton Justin         | Słowenia          | –           | –           | –       | –    | –      | –          | –          | +      | –    | –           | –         |             |             |
| Dan Mattoon          | Stany Zjednoczone | –           | –           | –       | –    | –      | –          | –          | –      | –    | –           | +         |             |             |
| Philipp Schödler     | Szwajcaria        | –           | –           | –       | –    | –      | –          | +          | –      | –    | –           | –         |             |             |
| Lars Eriksson        | Szwecja           | –           | –           | –       | –    | –      | –          | +          | –      | –    | –           | –         |             |             |
| Marit Stub Nybelius  | Szwecja           | –           | +           | –       | –    | –      | –          | –          | –      | –    | –           | –         |             |             |
| Tiiu Ounila          | Włochy            | –           | –           | –       | +    | –      | –          | –          | –      | –    | –           | –         |             |             |